# Lacconectus fallaciosus
Lacconectus fallaciosus är en skalbaggsart som beskrevs av Michel Brancucci 1986. Lacconectus fallaciosus ingår i släktet Lacconectus och familjen dykare. Inga underarter finns listade i Catalogue of Life.